# Маріано Санчес (тенісист)
Маріано Санчес (ісп. Mariano Sánchez; нар. 3 липня 1978) — колишній мексиканський тенісист.
Найвищу одиночну позицію світового рейтингу — 210 місце досяг 1 березня 1999, парну — 208 місце — 30 листопада 1998 року.
Завершив кар'єру 2001 року.

## Фінали Туру ATP за кар'єру

### Парний розряд: 1 (0–1)
| Результат | W/L | Дата     | Турнір                           | Покриття | Партнер     | Суперники                        | Рахунок       |
| --------- | --- | -------- | -------------------------------- | -------- | ----------- | -------------------------------- | ------------- |
| Поразка   | 0–1 | Жов 1997 | Abierto Mexicano TELCEL, Мексика | Ґрунт    | Луїс Еррера | Ніколас Лапентті Даніель Оршанік | 6–4, 3–6, 6–7 |

## Титули на челленджерах

### Парний розряд: (2)
| Ранг | Рік  | Турнір                   | Покриття | Партнер            | Суперники                        | Рахунок  |
| ---- | ---- | ------------------------ | -------- | ------------------ | -------------------------------- | -------- |
| 1.   | 1998 | Пуебла (штат), Мексика   | Тверде   | Алехандро Ернандес | Бернардо Мартінес Мотомура Гоїті | 7–6, 7–6 |
| 2.   | 1998 | Толука-де-Лердо, Мексика | Ґрунт    | Алехандро Ернандес | Едвін Кемпес Рогір Вассен        | 6–3, 6–4 |